# Emiliano Daniel Armenteros
Emiliano Daniel Armenteros (Luis Guillón, província de Buenos Aires, Argentina, 18 de gener de 1986) és un futbolista argentí que juga actualment al CA Pinto.